# Совет Невады по Контролю за Играми
Совет Невады по Контролю за Играми (англ. Nevada Gaming Control Board, NGCB) — законодательный орган, уполномоченный осуществлять контроль за деятельностью игорных заведений штата. Совет является одним из самых влиятельных представителей государственных регуляторов мирового игорного рынка.

## История создания
Совет Невады по контролю за играми был создан в 1955 году. Инициатива организации Комитета исходила от представителей Законодательного собрания.
Изначально, основной функцией агентства служило регулирование игорного бизнеса штата. С 1959 года NGCB работает в тесном сотрудничестве с Комиссией по азартным играм Невады (Nevada Gambling Comission), специализирующейся на лицензировании операторов. С 2013 года Комитет курирует вопрос легализации онлайн-покера на территории штата.

## Комитет Невады по контролю за играми сегодня
Сегодня состав Совета Невады по контролю за играми представлен тремя авторитетными специалистами. Назначение членов Комитета производится по распоряжению губернатора. Срок действия полномочий — четыре года.
В функции NGCB входит контроль соблюдения законов и правил, действующих в сегменте игорного бизнеса. Работа по надзору способствует обеспечению сборов игровых налогов, позволяет сформировать положительное отношение к индустрии азарта в штате.

## Структура Совета Невады по контролю за азартными играми
Современная структура Nevada Gaming Control Board включает шесть подразделений:
- административный отдел. Основной функцией административного органа служит рассмотрение вопросов финансового, кадрового характера, вызывающих обеспокоенность Комитета и Комиссии по азартным играм Невады. Наравне с тем, отдел отвечает за обеспечение информационно-технической поддержки организации и поддержку производственных структур.
- отдел контроля. В обязанности данного подразделения входит проведение аудиторских проверок игорных заведений. Формирование отчетности позволяет определить соответствие фактически отчисляемой суммы сборов текущим требованиям, соблюдение законодательных положений о налогообложении игорного бизнеса.
- отдел принуждения. Основным направлением деятельности подразделения служит проведение уголовных, административных расследования в отношении работы казино. Кроме того, специалисты занимаются выявлением факторов, способных свидетельствовать о ведении нелегальной деятельности и деятельности преступных групп. Дополнительной функцией является проведение осмотров казино на предмет проверки исправности оборудования: электронных устройств, чипов, прочих элементов оснащения заведения.
- отдел расследований. Специализируется на получении достоверной информации об операторах, претендующих на получении лицензии. Подробные отчеты передаются в Комиссию по азартным играм Невады и могут служить основанием для утверждения или отказа в получении разрешения на ведение деятельности. Особыми направлениями работы служит отслеживание деятельности зарегистрированных корпораций, их филиалов и анализ полученных данных.
- отдел налогообложения. Занимается сбором и перераспределением сборов, налогов, штрафов, процентов, прочих финансовых поступлений от деятельности игорных заведений. В сферу деятельности подразделения входит также прогнозирование объёма финансовых поступлений в будущие отчетные периоды. Дополнительно персонал занимается выдачей лицензий, утвержденных NGC, и проверкой соблюдения норм операторами, доходность которых не достигает $ 5 млн ежегодного валового дохода.
- технологический отдел. Основной функцией служит тестирование игровых устройств в лабораторных условиях. Кроме того, специалисты проводят анализ целостности, исправности действия электронного оборудования и программного обеспечения в случае возникновения спорных вопросов.

## Месторасположение офисов, полномочия представителей
В состав сети представительств Комитета Невады по контролю за играми входят офисы, расположенные в:
- Лас-Вегасе;
- Рино;
- Карсон-Сити;
- Лафлине;
- Элко.

Все отделения работают круглосуточно. Вопросы пользователей принимаются к немедленному рассмотрению. Основанием для обращения могут служить любые споры в отношении деятельности казино: неверный расчет или отказ в выплате, некорректная работа игровых автоматов, несоблюдение правил настольных игр, прочие вопросы.
Персонал NGCB проходит специальную подготовку, получает сертификат и разрешение на ношение огнестрельного оружия. Сотрудники наделены правом на произведения арестов, если этого требует ситуация.
Подробные координаты каждого представительства представлены на официальном сайте NGCB.